# Trilogie du rideau rouge
Pour plus de détails, voir Fiche technique et Distribution.
La Trilogie du rideau rouge est le titre donné aux trois premiers films réalisés par Baz Luhrmann :
- (1993) Ballroom Dancing, avec Paul Mercurio et Tara Morice
- (1996) Roméo + Juliette, avec Leonardo DiCaprio et Claire Danes
- (2001) Moulin Rouge, avec Nicole Kidman et Ewan McGregor

Ces trois films sont inclus dans le coffret DVD La Trilogie du rideau rouge, sorti en 2002. Ces films ne forment pas une trilogie au sens traditionnel du terme, puisque les scénarios n'ont aucun lien entre eux. Cette trilogie a été décrite par Luhrmann comme suivant une technique spécifique de réalisation. Chaque film contient un motif théâtral présent tout le long, d'où le nom Trilogie du rideau rouge.